# Hydrocotyle diantha
Hydrocotyle diantha är en växtart i släktet Hydrocotyle och familjen araliaväxter.
Arten förekommer i södra Australien. Den beskrevs av Augustin Pyrame de Candolle 1830.